# Meteorologiåret 1915

## Händelser

### Juni
- 5-19 juni – Sex inch regn faller över Winton i Minnesota, USA under en lång serie [1].

### Juli
- Juli – Vid observatorier på Pårtetjåkko, Sverige, 1 834 meter över havet uppmäts en nederbördsmängd på 404 millimeter, som dock inte bearbetas officiellt av SMHI [2].
- 25 juli – Frost härjar i Minnesota, USA [3].

### Augusti
- 26 augusti – Kyla och frost härjar i Minnesota, USA [4].

### November
- 3 november – En person dödas av blixten vid åskväder i Minnesota, USA [5].
- 30 november - I Sodankylä, Finland uppmäts -42 °C vilket blir Finlands kallaste novembertemperatur någonsin [6].

### December
- December
  - Med medeltemperaturen + -23,9 °C upplever Karasjok Norges kallaste novembermånad någonsin [7].
  - I Sverige uppmäts dygnsmedeltemperaturen i Landsort till -3.8°, vilket innebär nytt lokalt rekord för månaden [8].
- 22 december - I Stensele, Sverige uppmäts  -45,5 °C vilket blir ortens kallaste decembernatt någonsin [6].
- 22-23 december - I Sverige råder extrem kyla i norra Götaland med lokalt -35 °C i Västergötland, Östergötland och Småland. Göteborg har -20 °C [6].
- 22-29 december - Vägar och järnvägar i Danmark spärras av på grund av snökaos [9].
- 24 december
  - Hela Danmark upplever en så kallad "vit jul" [9].
  - Trondheim, Norge upplever med -18.5 °C sin kallaste julaftonskväl någonsin [10].
- 25 december – Sverige upplever en typiskt "vit jul" [11].
- 26 december - I Karesuando, Sverige uppmäts -42 °C vilket blir ortens kallaste decembernatt någonsin [6].

### Okänt datum
- Sverige har för tillfället 680 nederbörsstationer [12].
- Hans Theodor Hesselberg blir direktör för Meteorologisk institutt i Norge [13].

## Födda
- 7 februari – Hsiao-Lan Kuo, kinesisk-amerikansk matematiker och meteorolog.
- 30 mars – Herbert Riehl, tyskfödd amerikansk meteorolog.
- 25 maj – James Murdoch Austin, nyzeeländsk-amerikansk meteorolog.
- 9 september – Arnt Eliassen, norsk meteorolog.
- Okänt datum – Percy Saltzman, kanadensisk meteorolog och den förste väderpresentatören i kanadensisk TV.
- Okänt datum – Verner E. Suomi, finländsk-amerikansk meteorolog.

## Avlidna
- 11 maj – Aksel Steen, norsk meteorolog.

### Fotnoter
1. ↑  ”Arkiverade kopian”. Arkiverad från originalet den 26 juli 2010. https://web.archive.org/web/20100726102347/http://www.climate.umn.edu/pdf/day_in_weather_history/june_wx_history.pdf. Läst 16 februari 2011.
2. ↑  SMHI Arkiverad 26 augusti 2010 hämtat från the Wayback Machine.
3. ↑  ”Arkiverade kopian”. Arkiverad från originalet den 21 juli 2010. https://web.archive.org/web/20100721153842/http://climate.umn.edu/pdf/day_in_weather_history/july_wx_history.pdf. Läst 16 februari 2011.
4. ↑  ”Arkiverade kopian”. Arkiverad från originalet den 26 juli 2010. https://web.archive.org/web/20100726102403/http://www.climate.umn.edu/pdf/day_in_weather_history/august_wx_history.pdf. Läst 16 februari 2011.
5. ↑  ”Arkiverade kopian”. Arkiverad från originalet den 16 juli 2010. https://web.archive.org/web/20100716104924/http://www.climate.umn.edu/pdf/day_in_weather_history/november_wx_history.pdf. Läst 16 februari 2011.
6. 1 2 3 4  John Pohlmans blogg 10 december 2010 - Decemberkyla Arkiverad 15 december 2010 hämtat från the Wayback Machine.
7. ↑  MET
8. ↑  SMHI
9. 1 2  DMI
10. ↑  MET
11. ↑  När Var Hur 2003, DN
12. ↑  SMHI
13. ↑  MET Arkiverad 15 december 2010 hämtat från the Wayback Machine.